# Live at Budokan ~Black Night~
Live at Budokan ~Black Night~ (LIVE AT BUDOKAN 〜BLACK NIGHT〜), estilizado como LIVE AT BUDOKAN ~BLACK NIGHT~, é o segundo álbum ao vivo do grupo japonês de kawaii metal Babymetal, lançado em 7 de janeiro de 2015.

## Conteúdo
O álbum é composto por um concerto one-man live (one-man live é um termo wasei-eigo que indica um concerto realizado por um artista, isto é, sem ato de abertura) realizado pelo grupo em 2 de março de 2014 (Kuroi Yoru Legend "Doomsday" ~Shokan no Gi~), na arena Nippon Budokan.

## Lançamento
O álbum não foi lançado regularmente para vendas, sendo incluído limitadamente no box Live at Budokan "Budo-Can"- THE ONE - Limited Box do álbum de vídeo Live at Budokan ~Red Night & Black Night Apocalypse~.

## Faixas
| Kuroi Yoru Legend "Doomsday" ~Shokan no Gi~ 2014/03/01 at Nippon Budokan | |         |  |
| N.º                                                                      | Título                                                                                                | Duração |  |
| 1.                                                                       | "Babymetal Death" (BABYMETAL DEATH)                                                                   | 7:06    |  |
| 2.                                                                       | "Iine!" (いいね！)                                                                                    | 4:13    |  |
| 3.                                                                       | "Onedari Daisakusen" (おねだり大作戦)                                                                 | 3:23    |  |
| 4.                                                                       | "4 no Uta" (4の歌)                                                                                    | 5:54    |  |
| 5.                                                                       | "Akatsuki" (紅月-アカツキ-)                                                                           | 5:35    |  |
| 6.                                                                       | "Catch Me If You Can" (Catch me if you can)                                                           | 5:55    |  |
| 7.                                                                       | "Uki Uki Midnight" (ウ・キ・ウ・キ★ミッドナイト)                                                      | 3:40    |  |
| 8.                                                                       | "Gimme Chocolate!!" (ギミチョコ！！)                                                                  | 4:00    |  |
| 9.                                                                       | "Mischiefs of metal gods -Kami Band Instrumental-" (Mischiefs of metal gods -KAMI Band Instrumental-) | 3:21    |  |
| 10.                                                                      | "Akumu no Rinbukyoku" (悪夢の輪舞曲)                                                                  | 3:41    |  |
| 11.                                                                      | "Megitsune" (メギツネ)                                                                                | 5:22    |  |
| 12.                                                                      | "Ijime, Dame, Zettai" (イジメ、ダメ、ゼッタイ)                                                        | 9:21    |  |
| 13.                                                                      | "Doki Doki Morning" (ド・キ・ド・キ☆モーニング)                                                       | 3:58    |  |
| 14.                                                                      | "Head Bangya!!" (ヘドバンギャー！！)                                                                  | 6:32    |  |
| Duração total:                                                           | Duração total:                                                                                        | 72:01   |  |

## Histórico de lançamento
| Região | Data de lançamento   | Formato | Gravadora |
| ------ | -------------------- | ------- | --------- |
| Japão  | 7 de janeiro de 2015 | CD      | BMD Fox   |